# Svaneke Sogn
Svaneke Sogn 
ist eine Kirchspielsgemeinde (dän.: Sogn)
auf der dänischen Insel Bornholm.
Bis 1970 gehörte sie zur Harde Bornholms Øster Herred im damaligen Bornholms Amt, danach mit dem Wegfall der Hardenstruktur zur Nexø Kommune im unveränderten Bornholms Amt, die wiederum zum Januar 2003 in der Bornholms Regionskommune aufgegangen ist. Die Regionskommune war zunächst – wie Kopenhagen und Frederiksberg – amtsfrei, also direkt dem Staat unterstellt, und wurde dann mit der Kommunalreform zum 1. Januar 2007 der Region Hovedstaden zugeordnet.

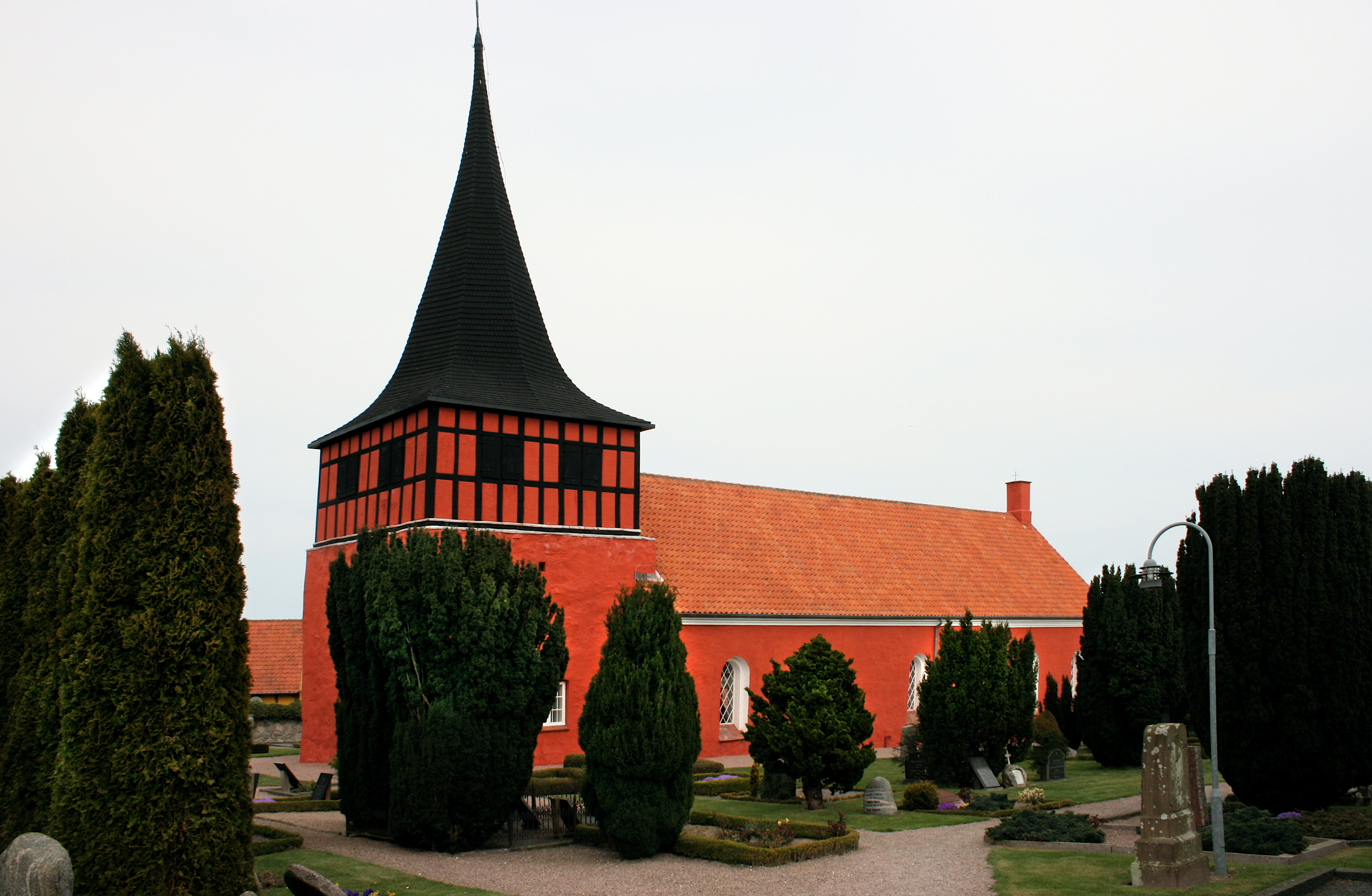
Svaneke Kirke

Von den 1104 Einwohnern von Svaneke leben 1009 im gleichnamigen Kirchspiel (Stand: 1. Januar 2023).
Im Kirchspiel liegt die Kirche „Svaneke Kirke“.
Einzige Nachbargemeinden ist im Süden und im Westen Ibsker Sogn.